# Малибей
Малибей або Мелікашен (азерб. Malıbəy, вірм. Մելիքաշեն) — село у Лачинському районі Азербайджану.

## Географія
Село розташоване на правому березі річки Zabuxçay, за 19 км на південний захід від районного центру, міста Лачина та за 41 км на північ від міста Горіса. Малибей розташовано між селом Забух, через яке проходить траса Єреван — Ханкенді та між селом Ціцернаванк, у якому розташований однойменний монастир IV століття та Палац Гамза Султана.

## Історія
З 1992 по 2020 рік – у складі Кашатазького району так званої Нагірно-Карабаської Республіки. 1 грудня 2020 в ході Другої карабаської війни село зайняте Збройні сили Азербайджану.